# 金森重勝
金森 重勝（かなもり しげかつ、慶長5年（1600年） - 慶安2年4月1日（1649年5月12日））は、江戸時代の旗本。金森左京家初代。飛騨高山藩第2代藩主・金森可重の五男。小四郎。左京亮。母は、江馬輝盛の娘とも江馬氏の一族河上縫殿助の娘とも。兄に重近、重次、高山藩第3代藩主・重頼、可次、弟に重義、酒井重澄。妻は成瀬正武の娘。兄で本家当主の六男重直を養子とした。

## 人物
元和元年（1615年）7月、金森可重は、江馬氏16代の名跡を継がせようと旧領高原郷3,000石を分与した。藩領内分与であり、兄が藩主になるとこれを家老としてよく補佐した。現在の高山市桜町、八幡町付近に屋敷を設けた。墓所は重勝が建立した宗猷寺。重直が跡を継いだ。
金森左京家の第4代当主金森可英の時、本家の美濃郡上藩主金森頼錦が改易となったが、宝暦8年（1758年）12月に3,000石のまま越前国南条郡、今立郡（南条郡白崎、清水、牧谷の3村、今立郡上大坪、萱谷、大手、西尾（幕府領と割郷）4村）に領地を移され、白崎（現・福井県越前市白崎町）に陣屋を設置し、また江戸屋敷を三田魚籃坂下に拝領した。金森家の名跡は左京家が継承し、旗本・交代寄合表御礼衆として幕末まで存続し現在に至る。
末裔の金森譲は、高山市と武生市（現・福井県越前市）の友好都市締結に尽力し、昭和57年（1982年）10月22日に実を結んだ。